# Fundulus lineolatus
Fundulus lineolatus is een straalvinnige vissensoort uit de familie van de killivisjes (Fundulidae). De wetenschappelijke naam van de soort is voor het eerst geldig gepubliceerd in 1854 door Agassiz.